# Кооль, Николай Мартынович
Николай Мартынович Кооль (4 декабря 1902, село Волок Боровичского уезда Новгородской губернии — 1974, Москва) — поэт, автор слов песни «Там вдали, за рекой» (1924).

## Биография
Родился в крестьянской семье, отец — эстонец, мать — русская (умерла, когда Николаю было три года). В 1919 году покинул родное село, как он писал, «спасаясь от голода». Работал пекарем в Белгороде, затем стал «сыном полка» Эстонского кавалерийского дивизиона 13-й армии РККА, участвовал в Гражданской войне, был тяжело ранен под Казачей Лопанью и отправлен в Белгород для излечения.
После этого он занялся организацией комсомола в Белгороде и Курске. Служил в ЧОН (1920—1924), затем поступил на службу в ОГПУ.
Писал стихи и рассказы, окончил совпартшколу; учился на заочных отделениях МГУ, Института красной профессуры, МГПИ им. В. И. Ленина.
В 1923 году стал заведующим политпросветотделом в Курском райкоме комсомола.
Затем редактор Научного отдела Государственного издательства РСФСР (1930); находился на преподавательской работе на Дальнем Востоке (1930-е), затем в Москве (с 1938 года).
В начале Великой Отечественной войны добровольцем записался в дивизию народного ополчения. Затем он воевал в 354-м и 300-м стрелковых полках 7-й стрелковой (эстонской) дивизии, сначала командиром роты, затем батальонным комиссаром, окончил войну в звании капитана. 
В дальнейшем долгие годы преподавал русский язык и литературу в 525-й московской школе, был преподавателем Всесоюзного заочного финансово-кредитного техникума (1948—1960-е). В 1948 году в московском издательстве «Советский писатель» был издан его сборник рассказов «Эстонские новеллы».